# Nuno Gomes
Nuno Miguel Soares Pereira Ribeiro, conegut com a Nuno Gomes, (Amarante, Portugal, 5 de juliol de 1976) és un futbolista portuguès que jugava de davanter. Fou internacional amb la selecció de futbol de Portugal (des de 1990).
De petit havia jugat a l'Amarante FC i després al Boavista FC (1990–1997), al SL Benfica (1997–2000), a l'ACF Fiorentina (2000–2002), altre cop al SL Benfica (2002–2011) i al SC Braga (2011–2012). Es va canviar el cognom en homenatge a l'ídol de la seva infància, Fernando Gomes, antic jugador del Porto.